# Максимов Іван Якович
Іван Якович Максимов (1903, місто Юр'єв-Польський Владимирської губернії, тепер Владимирська область, Російська Федерація — 1971, Сімферополь) — радянський партійний і державний діяч, 2-й секретар Кримського обласного комітету ВКП(б). Депутат Верховної ради РРФСР 1-го скликання.

## Життєпис
Народився у родині слюсаря. У 1914 році закінчив трикласне міське приходське училище у місті Юр'єв-Польському, а у 1918 році — чотирикласне Юр'єв-Польське вище початкове міське училище. У травні 1918 — січні 1919 р. — робітник міряльної машини Юр'єв-Польської ткацько-обробної фабрики. У січні — жовтні 1919 р. — учень складача типографії Юр'єв-Польського управління комунального господарства. У 1919 році вступив до комсомолу.
У жовтні 1919 — вересні 1921 р. — заступник секретаря, секретар Юр'євського повітового комітету комсомолу Владимирської губернії.
Член РКП(б) з березня 1921 року.
У вересні — грудні 1921 р. — завідувач агітаційно-пропагандистського відділу Юр'євського повітового комітету РКП(б).
У січні 1922 — серпні 1923 р. — секретар Александровського повітового комітету комсомолу Владимирської губернії. У серпні — грудні 1923 р. — секретар Канського повітового комітету комсомолу Єнісейської губернії. У грудні 1923 — квітні 1924 р. — завідувач організаційного відділу Єнісейського губернського комітету комсомолу (РКСМ). У травні — серпні 1924 р. — заступник завідувача організаційного відділу Сибірського бюро ЦК РКСМ у Новосибірську.
У вересні 1924 — травні 1925 р. — відповідальний секретар Кустанайського губернського комітету комсомолу (ВЛКСМ) Киргизької АРСР. У травні 1925 — березні 1928 р. — відповідальний секретар Акмолінського губернського комітету ВЛКСМ Казахської АРСР.
У квітні 1928 — грудні 1929 р. — завідувач організаційного відділу Кримського обласного комітету комсомолу (ВЛКСМ). У січні — травні 1930 р. — заступник завідувача агітаційно-масового відділу Кримського обласного комітету ВКП(б). У травні 1930 — червні 1931 р. — завідувач організаційного відділу Сімферопольського міського комітету ВКП(б) Кримської АРСР.
У червні 1931 — лютому 1932 р. — 1-й секретар Сімферопольського міського комітету ВКП(б). У лютому — грудні 1932 р. — 1-й секретар Керченського міського комітету ВКП(б) Кримської АРСР.
У січні — травні 1933 р. — виконувач обов'язків секретаря із транспорту Кримського обласного комітету ВКП(б).
У травні 1933 — листопаді 1936 р. — 1-й секретар Сімферопольського сільського районного комітету ВКП(б).
У листопаді — грудні 1936 р. — інструктор відділу керівних партійних органів Кримського обласного комітету ВКП(б). У грудні 1936 — вересні 1937 р. — заступник завідувача, завідувач сільськогосподарського відділу Кримського обласного комітету ВКП(б).
У вересні 1937 — березні 1938 року — 3-й секретар (виконувач обов'язків 2-го секретаря) Кримського обласного комітету ВКП(б). У березні 1938 — лютому 1939 року — 2-й секретар Кримського обласного комітету ВКП(б).
У лютому — листопаді 1939 р. — не працював. У березні 1939 року був виключений із членів ВКП(б), але 4 лютого 1940 року — відновлений у партії.
У листопаді 1939 — вересні 1940 р. — заступник керуючого Кримського тресту бродильної промисловості «Кримбродтрест». У вересні 1940 — вересні 1941 р. — керуючий Комунального державного банку в місті Сімферополі.
У вересні 1941 — лютому 1946 р. — у Червоній армії, учасник німецько-радянської війни. У вересні 1941 — жовтні 1942 р. — комісар інтендантського управління, комісар продовольчого відділу 51-ї армії. У жовтні — грудні 1942 р. — на лікуванні в евакуаційному госпіталі. У грудні 1942 — січні 1944 р. — заступник із політичної частини начальника управління продовольчого постачання Середньоазіатського військового округу в місті Ташкенті. У січні 1944 — лютому 1946 р. — заступник із політичної частини начальника управління місцевого евакуаційного пункту № 60. У лютому — квітні 1946 р. — не працював, проживав у місті Сімферополі.
У квітні — грудні 1946 р. — голова виконавчого комітету Євпаторійської міської ради депутатів трудящих Кримської області.
У грудні 1946 — лютому 1950 р. — 1-й секретар Алуштинського районного комітету ВКП(б) Кримської області. У лютому 1950 — квітні 1951 р. — 1-й секретар Євпаторійського міського комітету ВКП(б) Кримської області.
У квітні 1951 — травні 1952 р. — в резерві Кримського обласного комітету ВКП(б) у місті Євпаторії, інструктор відділу партійних, комсомольських і профспілкових органів Кримського обласного комітету ВКП(б).
З травня 1952 року — заступник голови, начальник відділу обласної планової комісії виконавчого комітету Кримської обласної ради депутатів трудящих.
З 1963 року — персональний пенсіонер республіканського значення у місті Сімферополі, де й помер на початку грудня 1971 року.